# Stenogaster adusta
Stenogaster adusta är en getingart som beskrevs av Vecht 1975. Stenogaster adusta ingår i släktet Stenogaster och familjen getingar. Inga underarter finns listade i Catalogue of Life.